# Complejo W-Arly Pendjari
El Complejo W-Arly Pendjari, también llamado Reserva Transfronteriza de la biosfera de W-Arly-Pendjari es un conjunto de áreas protegidas en el cinturón de sabana de África Occidental que forman un mosaico continuo de nueve áreas protegidas, el Complejo W o Región W, al nordeste, compartido por Níger, Benín y Burkina Faso, el parque nacional de Pendjari y la Reserva Integral de Fauna de Arli, al sudoeste, además de las zonas de caza de Koakrana y Kourtiagou, en Burkina Faso, y Konkombri y Mékrou, en Benín. En conjunto, la parte central del complejo cubre unos 17.150 km², una sucesión de ecosistemas sudano-sahelianos en buen estado. La adición de hasta 16 reservas parciales y zonas de caza ampliaría el complejo hasta 32.250 km².
El Complejo W está formado por el parque nacional W de Níger de Níger (2200 km²), que incluye un meandro del río Níger que tiene la forma de una "W" y que le da su nombre vulgar, y la ampliación realizada en 1996 que incluye el Parque nacional del Pendjari, en Benín y zonas adyacentes (5.020 km²) y el parque nacional de Arli y zonas adyacentes en Burkina Faso (2350 km²). 
El 1 de julio de 2017, el Complejo W-Arly-Pendjari es declarado patrimonio de la Humanidad por la Unesco. La zona considerada patrimonio de la Humanidad comprende 14.948,31 km² e incluye 12 zonas protegidas que se superponen: los parques W de Burkina Faso, Benín y Níger, los parques de Arli y Pendjari, las zonas de caza de Atakora y Ouamou, la reserva parcial de fauna de Kourtiagou, la reserva parcial de fauna de Arli, la reserva de fauna de Madjoari y las zonas cinegéticas de Latakora y Djona.
La Reserva Integral de Fauna de Arli, considerada por algunas fuentes parque nacional, de 760 km², en la provincia de Tapoa, se extiende desde el sistema acuático del río Pendjari hasta las montañas de arenisca de Gobnangou.
El parque nacional de Pendjari, de 2.755 km², más al sur y más húmedo, sigue el curso del río Pendjari, afluente del Volta, y tiene un impresionante bosque de galería y escarpes que permiten una gran variedad de vegetación entre la sabana sudanesa y la norguineana.
El complejo incluye una enorme zona acuática situada entre la cuenca del río Níger, en el Complejo W, y la cuenca del río Volta, en los parques de Arly y Pendjari a través del río Oti. Con una alternancia de épocas secas y lluviosas incluye numerosos tipos de vegetación: praderas, malezas, sabanas arboladas, bosques abiertos, bosques de galería y de ribera, además de los humedales y el bosque caduco de Bondjagou, en Pendjari.
El Complejo posee la población de elefantes más grande de África Occidental y varios sitios Ramsar, entre ellos. El 27 de junio de 1990, 235 000 hectáreas del parque correspondientes a Burkina Faso fueron declaradas Sitio Ramsar (n.º 492).
Los 10 000 km² del parque original, declarado el 4 de agosto de 1954 estaban prácticamente deshabitados. En la actualidad, todo el conjunto está amenazado por la sobrepoblación y la ganadería, una vez eliminado el problema inicial de la malaria.

## Fauna y flora

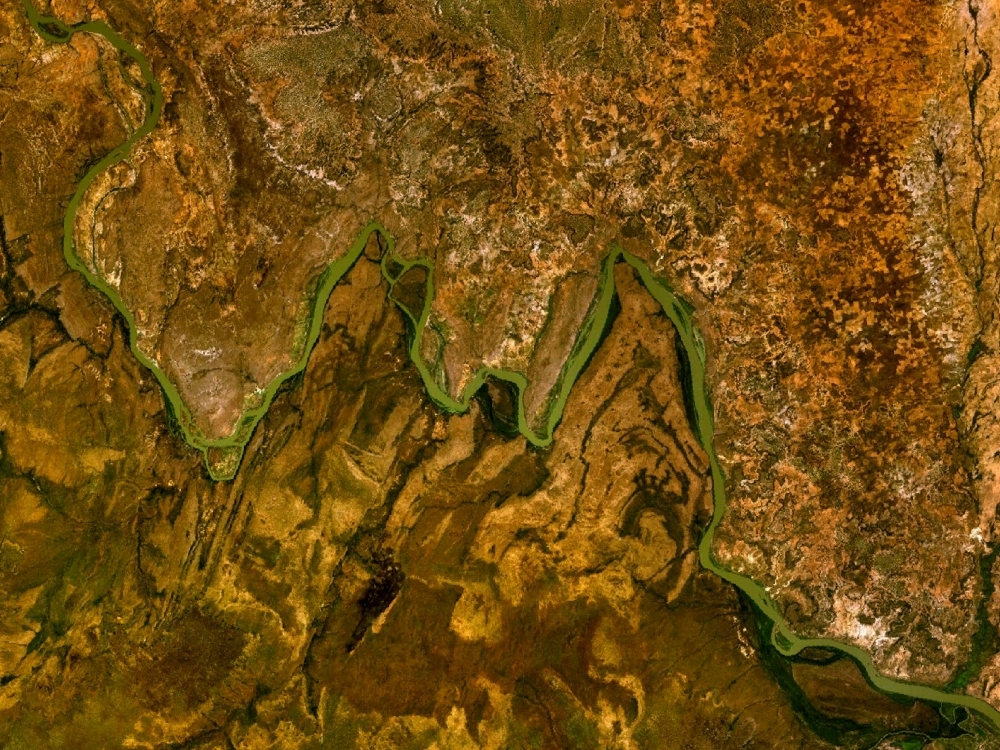
Meandros en el río Níger que le dan al parque nacional W su nombre distintivo.

El parque es conocido por sus grandes mamíferos, incluyendo:  cerdo hormiguero del Cabo, babuinos, búfalos, caracales, guepardos, elefantes, hipopótamos, leopardos, leones, servales y placoceros. Es un refugio para la última población de  jirafas, y es el hábitat de algunos de los últimos  elefantes salvajes del África occidental.
En los humedales (lagunas y zonas de inundación, entre ellos el río Níger), hay hipopótamos, manatíes, cocodrilos,  antílope jeroglífico , búfalos, elefantes, y más de un centenar de especies de peces. En los bosques de galería se encuentran reptiles como el varano del Nilo, pitones, etc.
Las áreas de bosques secos son el hogar de la fauna silvestre, especialmente de los ungulados como los (duikers, hippotragus, damaliscos, etc.) A los que proporcionan alimento y refugio.
Las zonas de sabanas cubiertas de matorrales, que se encuentra principalmente en los suelos poco fértiles de la meseta, son el hogar de antílopes, elefantes, jirafas, licaones y guepardos.
El territorio del parque también alberga grandes poblaciones de aves, especialmente de numerosas especies migratorias. Más de 350 especies de aves han sido identificadas en el parque. Muchas aves acuáticas en los humedales.
También hay que mencionar una particularidad botánica de la región W de Níger, a saber, la presencia de importantes poblaciones de baobabs (Adansonia digitata). Se encuentran principalmente cerca de las ruinas de las antiguas aldeas fortificadas, lo que podría significar un origen antrópico.
El parque, en su parte nigeriana, abriga igualmente el límite meridional de la extensión de la meseta de sabana atigrada de Níger.
Con la misma denominación se cuentan a veces 16 reservas, reservas parciales y zonas de caza que le dan un total de 32.250 km² entre los tres países, de los que 17.150 km² son un mosaico continuo de 9 áreas si a los parques se añaden las zonas de caza de Koakrana y Kourtiagou, en Burkina Faso, y Konkombri y Mékrou, en Benín.

## Situación actual y problemas

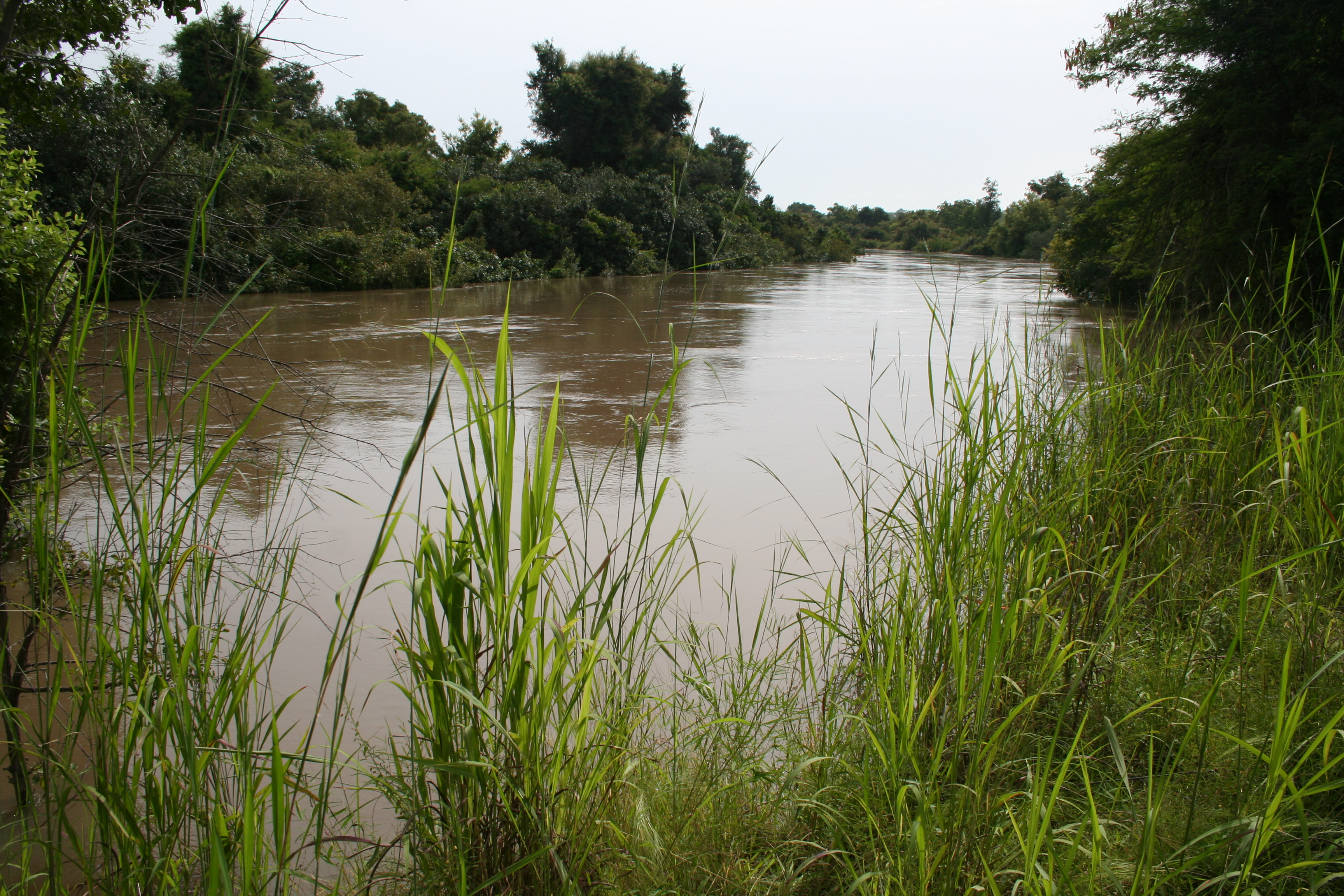
El río Mekrou a su paso por el parque.

La evaluación efectuada por la CENAGREF de Benín es bastante inquietante. Pone de relieve la «flagrante falta de efectividad» de la gestión de la vida silvestre y del parque debido a la falta de capacitación del personal, a la falta de motivación, a la falta de organización y a la inadecuación de los medios materiales.
Siempre según CENAGREF, la caza ilegal está muy extendida y sigue diezmando las poblaciones de grandes mamíferos. La trashumancia lleva cada año miles de cabezas de ganado al interior del parque y es responsable de múltiples degradaciones. Además, la creciente necesidad de tierras para la producción agrícola (especialmente algodón) ha llevado a la población local a cultivar dentro del parque. Estas personas no obtienen beneficios del parque o de las zonas de caza, y tienen malas relaciones con los guardabosques. La diversidad de grupos étnicos locales complica la aplicación de medidas participativas (peligro de conflictos étnicos).
Por último, la degradación de la cubierta vegetal, aunque no irreversible, es alarmante.